# ييروفي بافلوفيتش
ييروفي بافلوفيتش (بالروسية: Ерофей Павлович) هي مدينة في مقاطعة أمور أوبلاست في روسيا. يبلغ عدد سكانها حوالي 5497 نسمة.